# Montforter Zwischentöne
El festival de música Montforter Zwischentöne (Matices de Montfort) se celebra en Feldkirch, Vorarlberg, desde febrero de 2015 como una serie de eventos repartidos en tres fines de semana del año.
Es la sucesora del festival de Feldkirch, que se celebró por última vez en 2012.

## Presentación
Cada edición está dedicada y se desarrolla en torno a un tema principal que combina música y filosofía. Los artistas de la música contemporánea se reúnen con los filósofos. Por ejemplo, Midori Seiler ya ha actuado allí, así como el Lights Out Trio y Kaan Bulak en 2018 y Jordi Savall y el Ensemble Hespèrion XXI en 2019. Hubo unos 5.000 visitantes de pago en 2015 y 3.000 en 2016.
Los directores artísticos del festival son Hans-Joachim Gögl y Folkert Uhde. Entre los lugares donde se celebran conciertos y eventos se encuentran el Montforthaus Feldkirch, el Monasterio de los Capuchinos de Feldkirch, el casco antiguo, el Cine Río, la iglesia Johanniterkirche (de) y la antigua piscina cubierta del Colegio Stella Matutina de Feldkirch.
En el marco de la Montforter Zwischentöne se organiza cada año el concurso Hugo. Se trata de un concurso internacional de estudiantes para nuevos formatos de concierto. Pueden participar estudiantes de una escuela de música o universidad austriaca, alemana o suiza. El objetivo del concurso es animar a los estudiantes a participar intensamente en nuevos formatos de concierto. El Premio Hugo lleva el nombre del juglar Hugo von Montfort, de 1357 a 1423, el primer músico de la región cuya obra es aún conocida. La final del concurso Hugo se retransmitió en directo en la página web del festival el 1 de marzo de 2021.

### Tema de los eventos
Ejemplo Año 2020: 
- Febrero 2020 : perder (a sí mismo)[10]
- Junio a septiembre de 2020 : tomar desvíos[11]
- Noviembre-diciembre de 2020: Radio Zwischentöne[12]